# Серпень. Восьмого
«Серпень. Восьмого» (іноді вказується як «Серпень восьмого», рос. Август. Восьмого) — російський воєнний фільм Джаніка Файзієва про російсько-грузинську війну у серпні 2008-го. Це третій художній фільм на цю тему і другий фільм, знятий Росією.
З вересня 2014 року фільм заборонений до показу в Україні як пропагандистський.

## Сюжет
У житті симпатичної москвички Ксенії немає негативу. Зрозуміло, як і у всіх, у дівчини є власні проблеми: син погано переживає батьківське розлучення, новоявлений шанувальник з головою поринає в кар'єру, а мама — в особисте життя дочки. Однак це всього лише дрібні неприємності.
Ситуація змінюється, коли Ксенія вирішує відправити сина до його батька — осетина, офіцера миротворчих сил. Маленький Тимко, любитель роботів і комп'ютерних ігор, не міг очікувати, що незабаром страшні картини боїв перенесуться з екрану до реальності… Поставивши своє життя на кін, Ксенія вирушає в епіцентр воєнного пекла. Її мета — будь-якою ціною визволити рідного сина з розбитого кулями міста.

## У ролях
- Світлана Іванова — Ксенія
- Максим Матвєєв — Олексій, командир розвідувального підрозділу
- Єгор Бероєв — Заур/Добрий Робот
- Олександр Олешко — Єгор
- Артем Фадєєв — Артем/Космобой
- Хасан Бароєв — Ілля
- Джанік Файзієв — Мраковласт (Мороковолод)
- Дмитро Лабуш — молодий репортер
- Олексій Гуськов — Казбек
- Володимир Вдовиченков — Президент Росії
- Гоша Куценко — камео

## Знімання
Зйомки були профінансовані «Федеральним Фондом Соціальної та економічної підтримки вітчизняної кінематографії». На відміну від попередніх «Олімпіус інферно» та «5 днів серпня» цей фільм, попри спонсорування державою, офіційно не рекламувався як «Боротьба за правду».
Робота над фільмом почалася в середині березня 2011 р., а зйомки закінчилися на початку серпня. З жовтня фільм перебував у стадії пост-продакшну. Всеросійська прем'єра відбулася 21 лютого 2012 р. Джанік Файзієв присвятив цей фільм всім близьким йому жінкам, які брали участь у його вихованні.

## Маркетинг
Дистриб'ютором фільму є компанія «Двадцяте Століття Фокс СНД» — російський дистриб'ютор «20th Century Fox». Дітям до 12 років перегляд фільму дозволено у супроводі батьків, хоча російський інтернет-магазин Ozon.ru підняв цю планку до 16 років.
Практично відразу після початку виробництва фільм піддався критиці, як «чергова російська пропаганда», але в той же час викликав інтерес через наявність робота на промоплакаті.

## Заборона показу в Україні
29 вересня 2014 року Державне агентство України з питань кіно скасувало державну реєстрацію двох російських стрічок «Матч» та «Серпень. Восьмого», які означено як пропагандистські. З того часу фільми заборонені для телевізійного показу, публічного комерційного відео, домашнього відео на території України.